# Katedra Finansów i Ubezpieczeń Uniwersytetu Technologiczno-Humanistycznego im. Kazimierza Pułaskiego w Radomiu
Katedra Finansów i Ubezpieczeń Uniwersytetu Technologiczno-Humanistycznego im. Kazimierza Pułaskiego w Radomiu – jedna z jednostek organizacyjnych Wydziału Nauk Ekonomicznych i Prawnych Uniwersytetu Technologiczno-Humanistycznego im. Kazimierza Pułaskiego w Radomiu, prowadząca badania naukowe oraz zajęcia dydaktyczne dla studentów z zakresu ubezpieczeń i finansów.

## Historia Katedry
Początki kształcenia studentów na Wydziale Ekonomicznym (ówczesna nazwa wydziału) w dziedzinie ubezpieczeń sięgają 1971 r., kiedy to na kierunku finanse i rachunkowość uruchomiono specjalność ubezpieczenia i prewencja. W gronie pierwszych wykładowców pracujących w Katedrze znaleźli się m.in. pracownicy Państwowego Zakładu Ubezpieczeń (w tym jego ówczesny dyrektor naczelny doc. Eugeniusz Kreid) oraz Towarzystwa Ubezpieczeń i Reasekuracji WARTA S.A.
Formalnie Katedra powstała, jako Instytut Ubezpieczeń i Prewencji w 1979 r. na mocy porozumienia z dnia 18 czerwca 1978 r. zawartego pomiędzy Ministrem Finansów a Ministrem Nauki, Szkolnictwa Wyższego i Techniki. Pierwszym dyrektorem Instytutu był dr hab. Jerzy Ryszard Handschke. Po nim funkcję tę objął w 1988 r. doc. dr Zygmunt Lichniak, a następnie dr hab. Kazimierz Ortyński. W Instytucie pracował m.in. Eugeniusz Stroiński, Michał Klapkiv. 31 stycznia 2011 r. Instytut wraz z wchodzącymi w jego skład zakładami został zlikwidowany. Na jego bazie została utworzona Katedra Finansów i Ubezpieczeń z zakładami: Finansów i Rachunkowości oraz Ubezpieczeń.

## Kierunki studiów
Katedra prowadzi zajęcia dydaktyczne dla studentów kierunków ekonomia i administracja. Ponadto na kierunku ekonomia, w ramach specjalności finanse, bankowość i ubezpieczenia prowadzone są dwie ścieżki dyplomowania: finanse oraz ubezpieczenia.

## Władze Katedry
- Kierownik – dr hab. Kazimierz Ortyński, prof. nadzw.
- Kierownik Zakładu Finansów i Rachunkowości – dr hab. Wojciech Sońta, prof. nadzw.
- Kierownik Zakładu Ubezpieczeń – dr hab. Kazimierz Orytński, prof. nadzw.

## Struktura
- Zakład Finansów i Rachunkowości
- Zakład Ubezpieczeń

## Pracownicy Katedry
- Profesorowie zwyczajni: prof. dr hab. Witold Bień
- Profesorowie nadzwyczajni: dr hab. Kazimierz Ortyński, dr hab. Wojciech Sońta
- Adiunkci: dr Jarosław Cwyl, dr Barbara Fiedoruk, dr Zbigniew Kuźmiuk, dr Marzanna Lament, dr Marek Pypeć, dr Adam Rutkowski,
- Starsi wykładowcy: dr Krzysztof Orzechowski, dr Jan Piątek, dr Maciej Trzaskowski, mgr Łucja Pawełczyk, mgr Krystyna Piliszek
- Wykładowcy: dr Tomasz Mika
- Sekretariat Katedry: Elżbieta Kozdrach